# Ardizzone da Carrara
Ardizzone da Carrara (Padova, ... – Montemerano, settembre 1441) è stato un condottiero italiano, signore di Ascoli Piceno, Civitella del Tronto ed Offida.

## Biografia
Ardizzone era il figlio naturale di Conte da Carrara della famiglia dei Da Carrara, signori di Padova.
Fu canonico della cattedrale di Padova dal 1399 e vi rimase fino al 1405, anno in cui i veneziani posero fine alla signoria cittadina dei Carraresi. Ardizzone ed il fratello Obizzo fuggirono dalla città e trovarono rifugio prima a Firenze e poi nel Regno di Napoli, dove il padre Conte si era posto al servizio di re Ladislao d'Angiò-Durazzo. I due fratelli furono fatti prigionieri durante la battaglia di Marsciano (1411) da Braccio da Montone, che li riconsegnò al padre. Furono nuovamente catturati nella battaglia di Roccasecca (1411), questa volta insieme al padre, mentre erano al servizio di Ladislao contro Luigi II d'Angiò. L'anno successivo, quando Ladislao assegnò a Conte la contea di Ascoli, Ardizzone ed Obizzo affiancarono il padre nel governo.
Ardizzone fu consegnato in ostaggio a Braccio da Montone quando questi passò al servizio della regina napoletana Giovanna II d'Angiò-Durazzo, succeduta al fratello Ladislao, e ne divenne uno dei più fidati e valorosi uomini. Prese parte alla guerra dell'Aquila (1423-1424), acquistando fama di spietato e coraggioso guerriero. Alla morte di Braccio da Montone (giugno 1424), passò al servizio della Repubblica di Firenze e prese parte alla battaglia di Zagonara agli ordini di Carlo e Pandolfo III Malatesta. Fu fatto prigioniero, portato a Milano e liberato nel settembre del 1424, quando fu costretto ad entrare al servizio del duca Filippo Maria Visconti. Ritornò poi al soldo della Repubblica di Firenze, ma nel 1425 fu nuovamente fatto prigioniero dai Milanesi. Nuovamente libero, Ardizzone continuò a schierarsi con la lega anti-viscontea dei fiorentini e fu inviato in Liguria per conquistare Genova. Prdette nel 1426 la signoria di Ascoli ad opera dei Pontifici.
Nella riviera ligure fu accusato di tradimento per aver abbandonato le truppe fiorentine ed essere passato a quelle milanesi. Divenuto condottiero del Visconti, gli fu concesso un feudo comprendente territori nel contado di Pavia e di Asti. Alla ripresa delle ostilità con la lega antiviscontea (1431), militò al fianco del duca contro la Repubblica di Venezia. Nell'aprile 1432, il Visconti lo incaricò con altri condottieri di scortare a Roma con 400 cavalli Sigismondo di Lussemburgo, che fu incoronato Imperatore del Sacro Romano Impero da Papa Eugenio IV. A giugno Ardizzone prese parte presso Firenze alla battaglia di San Romano.
Nel 1435, quando il duca di Milano divenne sostenitore del re Alfonso V d'Aragona, Ardizzone militò al fianco del sovrano e del principe di Taranto Giovanni Antonio Orsini del Balzo contro le truppe di Renato d'Angiò-Valois per la conquista del Regno di Napoli.
Nel 1439 passò al servizio della Repubblica di Siena. Nel settembre del 1441, ritrovatosi a Montemerano, venne attaccato a sorpresa dall'esercito fiorentino: solo e senza un'adeguata armatura, venne ucciso da un soldato con un colpo di lancia.

## Discendenza
Si sposò nel 1418 con Antonia Sforza (1404 - Milano, 1471), figlia di Muzio Attendolo Sforza e dell'amante Lucia Terzani, e sorella del duca di Milano Francesco Sforza, dalla quale ebbe tre figli:
- una figlia che sposò il duca di Atri Giosia Acquaviva[1]
- Conte, sposò Diana Sanseverino[1]
- Jacopo, sposò Antonella Caracciolo.[1]